# Ликарчук, Игорь Леонидович
Игорь Леонидович Ликарчу́к (р. 1954) — украинский образовательный деятель, директор Украинского центра оценивания качества образования (2006—2011, 2014—2015) и Центра тестовых технологий и мониторинга качества образования (с 2011).

## Биография
Родился 14 июля 1954 года в Богуславе (ныне Киевская область, Украина) в семье педагогов. После окончания школы поступил в КГПИ имени М. Горького, который окончил с отличием в 1976 году.
1976—1986 — работал учителем, заместителем директора, директором школы и профессионально-технического училища.
1986—1996 — заместитель начальника управления образования Киевской области, председатель Киевского областного комитета профессионального образования.
1995—1996 — член Государственной комиссии по реформированию профессионально-технического образования Украины.
1996—2002 — председатель экспертного совета Государственной аккредитационной комиссии по лицензированию и аттестации профессионально-технических учебных заведений.
1996—2005 — начальник управления образования и науки Киевской облгосадминистрации.
Параллельно преподавал в Киевском областном институте последипломного образования педагогических кадров и в Переяслав-Хмельницком государственном педагогическом университете имени Г. Сковороды (профессор кафедры управления образованием с 2003 года).
С ноября 2006 по январь 2011 годов, а также с марта 2014 по сентябрь 2015 года — директор Украинского центра оценивания качества образования.
22 июля 2015 года отстранён Кабмином от исполнения полномочий по должности директора УЦОКО на время проведения Генеральной прокуратурой служебного расследования коррупционной деятельности руководства Центра. Сам Ликарчук связывает это с местью за результаты ВНО детей некоторых чиновников, отказом их незаконно изменить и давлением на его сына — заместителя руководителя Государственной фискальной службы Константина Ликарчука. За своего подчинённого вступился министр образования и науки Сергей Квит и руководители региональных ЦОЯО. По словам Антона Геращенко, у правоохранительных органов нет претензий к Ликарчуку. 17 сентября 2015 года Ликарчук заявил, что не может работать при той ситуации, что сложилась вокруг УЦОКО, и подал заявление об увольнении с должности. 21 сентября Кабмин удовлетворил заявление Ликарчука, уволив его с должности директора УЦОКО.

## Научный труд, общественная деятельность
Круг научных интересов — история становления и развития образования на Украине, проблемы управления современными образовательными системами.
Кандидат педагогических наук (1995; тема диссертации — «Развитие содержания и форм организации подготовки квалифицированных рабочих в Украине в 1920—1929 гг.»), доктор педагогических наук (2005), профессор кафедры управления образованием (2003), академик Украинской академии исторических наук (2004).
Автор ряда публикаций, в частности монографий: «Управление системами подготовки квалифицированных рабочих в Украине» (1995); «Министры образования Украины» (в 2 т.; 2002, 2006); автор идеи и главный редактор изданий «Учреждения образования Киевщины: прошлое и настоящее» (2002), «Педагоги Киевщины — участники Великой Отечественной войны 1941—1945» (2005), подарочного издания для первоклассников «Моя книга» (1998, 1999, 2000, 2001); соавтор энциклопедического издания «Профтехобразование Украины: XX века» и монографии «за пределами возможного: школа, какой она является» (2004), 56 научных и публицистических статей по актуальным проблемам функционирования образовательной системы государства.
С 1996 — инициатор восстановления и член редакционной коллегии научно-методического журнала «Свет», с 2002 г. — его главный редактор.
С 1999 — по инициативе И. Л. Ликарчука выходит ежемесячный Информационно-методический сборник управления образования и науки Киевской областной государственной администрации и Киевского областного института последипломного образования педагогических кадров".
2001 — организовал издание ежеквартальника «Учебник для директора».
Один из инициаторов и авторов школьных курсов «Киевоведение», «Основы библейской истории и христианской этики» (внедрены в практику работы учреждений образования Киевской области).
Автор реализованного в Киевской области проекта создания сети детских домов смешанного типа для детей-сирот и детей, лишенных родительской опеки.
Инициатор создания Киевского областного института последипломного образования педагогических кадров, музея истории образования Киевщины, областных постоянно действующих педагогической и выставки учебных пособий, изготовленных учениками и учителями.
В 2013—2014 годах главный редактор портала Образовательная политика.
Разработал программы курсов «Образовательный менеджмент», «Образовательный маркетинг», «Правовое обеспечение образовательной деятельности» для подготовки магистров по специальности «Управление учебным заведением» в высших педагогических учебных заведениях.
Автор методики лицензирования и аттестации профессионально-технических учебных заведений.
Член двух специализированных научных советов по защите диссертационных исследований.
Делегат двух съездов работников образования Украины.

## Семья
- Сын — Ликарчук, Константин Игоревич, экс-заместитель председателя Государственной фискальной службы Украины.

## Награды и премии
- премия Ленинского комсомола (1985) — за большую работу по подготовке и воспитанию достойного пополнения рабочего класса и колхозного крестьянства
- заслуженный работник образования Украины (2004).